# Cabaret Neopatético

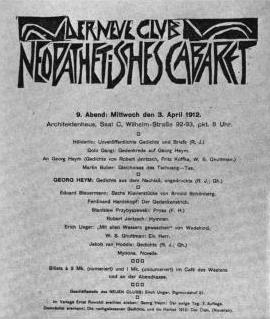
Cartel anunciador del Neue Club para el “Cabaret Neopatético” de 1912

El Cabaret Neopatético (Neopathetische Cabaret) fue una serie de veladas de conferencias, actuaciones y lecturas de jóvenes poetas en el Berlín guillermino previo a la Primera Guerra Mundial. Estaba organizado por la sociedad literaria Der Neue Club. Se considera uno de los primeros focos creativos y de difusión de la literatura expresionista, junto a publicaciones como Der Sturm o Die Aktion.

## Historia
El escritor Kurt Hiller funda en 1909 en la zona del Hackesche Höfe de Berlín, la sociedad literaria Der Neue Club (El Nuevo Club). Dentro de éste, y siguiendo un texto programático llamado “Neo Pathos“, se organizan una serie de noches literarias y de actuaciones musicales acompañadas de bebida que se conocen como Cabaret Neopatético. El programa “Neo Pathos" fue realizado por el escritor Erwin Loewenson.
Los miembros del Club y sus invitados expondrían sus obras, las comentarían y darían charlas.
La primera velada tuvo lugar el 1 de junio de 1910.
El Neue Club y el Cabaret Neopatético supusieron una temprana eclosión de literatura expresionista, en el que escritores y poetas jóvenes como Georg Heym, Ernst Blass, Jakob van Hoddis, Alfred Lichtenstein y Erich Unger se darían a conocer. También poetisas más veteranas como Else Lasker-Schüler frecuentarían el Cabaret. Los eventos congregaron a cientos de personas.
La vida del Cabaret Neopatético fue breve. Consistió en un total de nueve eventos en un periodo de dos años. Las discusiones entre los miembros del grupo fueron en aumento a raíz de las conferencias impartidas y de un panfleto de Jakob van Hoddis en el que atacaba a Hiller. Finalmente Kurt Hiller y Ernst Blass se fueron del grupo y fundaron el cabaret GNU, alternativo al Cabaret Neopatético. El resto (Loewenson, van Hoddis, Heym y Simon Guttmann) continuaron con las actividades del Neopatético hasta la muerte de Georg Heym en 1912.
Los programas del Cabaret quedarían recogidos en escrito en la publicación Die Schriften des Neuen Clubs.
Aunque la actividad cesó, las ideas del Cabaret Neopatético siguieron desarrollándose. La fusión y ruptura continua de grupos era típica de la vanguardia de la época, “que si bien manifestaba la gran discrepancia también significaba el fluir de la sangre en las venas del espíritu“, según Milton A. Cohen, profesor de Crítica Literaria de Texas. 
A pesar de su corta vida, el Cabaret Neopatético marcó la orientación vital y creativa de una generación entera e influyó sobre las posteriores.

## Origen del nombre
Erwin Loewenson concibió la idea y el nombre del Cabaret Neopatético a partir del concepto de “Neue Pathos“ (Nuevo Pathos), introducido por Stefan Zweig y desarrollado intelectualmente por Hiller en la primera velada de junio de 1910. Loewenson quiso dotarlo de un significado vitalista.
Los escritores expresionistas del Neue Club utilizaron la idea griega del “Pathos“, no tanto en su acepción de sufrimiento humano, sino como una celebración universal y panteísta.

## Principios y referentes
Las actividades del Cabaret Neopatético transcurren en el período que los expertos llaman Expresionismo de Preguerra (1910-1914), esto es, la primera etapa expresionista, en la que sus escritores no tenían idea de estar inmersos en un movimiento definido, con unas bases específicas.
Para Loewenson, el contemporáneo es un ser acomodado y temeroso de la genialidad y los afectos, un enfermo que necesita una revitalización. Con la fundación del Neue Club, se pretendía una terapia consistente en agruparse según un programa basado en gran medida en las ideas tardías de Friedrich Nietzsche, autor del que se leerían obras filosóficas y se debatiría frecuentemente en el Cabaret Neopatético. Ideas como la decadencia literaria, el artista trágico-dionisíaco, o el superhombre formaron parte del Cabaret Neopatético. 
También Sigmund Freud significó una notable referencia. De Arthur Rimbaud tomaron el desorden racional de los sentidos y la intensificación de la vida. Se atacaba la moralidad, la sociedad burguesa, la industrialización desmedida, la corrupción, la militarización, el materialismo y el viejo orden en general. En arte arremetieron contra el Impresionismo por su falta de atrevimiento.
Para crear un mundo nuevo había que acabar con el viejo, según la consigna anarquista de Bakunin: “El deseo de destruir es al mismo tiempo un deseo creador“.
El Cabaret fue el medio con el que el Neue Club pretendía trabajar para regenerar la humanidad. Se pretendía establecer una hermandad humana a través de una nueva forma de pensar, incluso asumiendo el sufrimiento compartido. No había un objetivo único real, sino que los miembros compartían el sentido de rebelión contra la cultura contemporánea y el deseo de agitación política y estética.

## Fin del Mundo
En 1910, con 23 años, Jakob van Hoddis (entonces con su nombre original Davidsohn Hans) compuso el poema Weltende (Fin del Mundo). En ocho versos se atacaba a la sociedad burguesa con un tono apocalíptico, que evocaba catástrofes y acontecimientos recientes y contemporáneos como el devastador terremoto de Mesina, la inundación del Sena que anegó casi todas las líneas de metro, el roce del cometa Halley con la Tierra pasando a través de su cola, y Albert Einstein cuestionando los principios de la física clásica.

Cuando fue leída en el Cabaret supuso una auténtica conmoción entre la audiencia. 
El sombrero del burgués sale volando de su cabeza puntiaguda,
mil gritos estremecen el aire,
las tejas se salen de los techos y se parten en dos,
y el nivel del mar sube en la costa (leemos).
La tormenta ya está aquí, un océano desbocado avanza
sobre la tierra, los diques, hinchados, han explotado.
Casi todos tienen frío.
En todas partes las locomotoras se caen de los puentes.  
Proféticamente anunciaba la inminente Guerra Mundial en la que sucumbirían muchos integrantes de la generación.
El poema Fin del Mundo fue considerado el himno del Cabaret Neopatético, e incluso el precursor de la literatura expresionista.

## Personalidades del Cabaret Neopatético
Kurt Hiller, escritor y editor 
Erwin Loewenson, escritor 
Georg Heym, escritor 
Ernst Blass, poeta, crítico y escritor 
Jakob van Hoddis (Davidsohn Hans), poeta 
Alfred Lichtenstein, escritor 
Erich Unger, filósofo 
Else Lasker-Schüler (Elizabeth Lasker-Schüler), escritora y poetisa 
Simon Guttmann, escritor, politólogo, director de agencias de fotografía
Emmy Hennings, poetisa, novelista y performer alemana, cofundadora del Cabaret Voltaire que dio origen al movimiento Dadá en Zúrich
Tilla Durieux (Ottilie Godeffroy), actriz
Martin Buber, filósofo y escritor
Ernst Balcke, escritor, amigo íntimo de Georg Heym
Arthur Dray, poeta, ensayista y dramaturgo 
Karl Krauss, dramaturgo, ensayista, periodista, poeta y aforista